# Alfonso De Franciscis
Alfonso De Franciscis  (geboren am 7. November 1915 in Neapel; gestorben am 18. Februar 1989 ebenda) war ein italienischer Klassischer Archäologe.

De Franciscis studierte bei Pirro Marconi an der Universität Neapel und schrieb 1937 seine Abschlussarbeit über römische Porträts im Archäologischen Nationalmuseum Neapel. Während seines Studiums lernte er Mario Napoli kennen, der später seine Schwester heiraten sollte. 1938 sammelte De Franciscis unter der Anleitung von Marconi seine ersten Grabungserfahrungen in Albanien, zugleich baute er in Butrint aus dem Nichts ein archäologisches Museum auf. Von 1939 bis 1940 war er an der Scuola Archeologica Italiana di Atene, an der er noch den bald darauf auf Grund der faschistischen Rassengesetze entlassenen Alessandro Della Seta kennenlernte.
1950 wurde er Lehrbeauftragter an der Universität Salerno, im gleichen Jahr auch Inspektor an der Soprintendenza di Napoli. 1954 wurde er Leiter der Soprintendenza di Reggio Calabria, 1955 kamen universitäre Verpflichtungen zum Amt hinzu und er hatte Archäologie sowie antike Kunstgeschichte an der Universität Messina zu lehren. Die Jahre bis 1960 waren bestimmt von der Neuaufstellung des archäologischen Museums in Reggio Calabria einerseits, von dem Anstoßen und Organisieren zahlreicher Ausgrabungen andererseits: in Kroton, in Rhegion und die äußerst ergebnisreichen Ausgrabungen in Lokroi Epizephyrioi mit der Freilegung des ionischen, dem Zeus geweihten Tempels aus dem frühen 5. Jahrhundert v. Chr. Bei der Ausgrabung des Tempels wurde eine der beiden Marmorstatuen einer frühklassischen Dioskurengruppe gefunden, die als Akrotere der Tempelgiebel gedient hatten und die De Franciscis im Museo Nazionale della Magna Grecia rekonstruiert hat.
1961 folgte De Franciscis Amedeo Maiuri in der Leitung der Soprintendenza di Napoli, die er bis 1976 innehatte. Auch in Neapel gehörten Lehrveranstaltungen zur Tätigkeit eines Soprintendente. Darüber hinaus richteten sich seine Forschungen und Aktivitäten auf die Ausgrabungen und Untersuchungen in Capua, auf Capri, der Villa der Poppeae in Oplontis, die unterwasserarchäologischen Untersuchungen in Baiae und die Erforschung des Heiligtums der Augustales in Misenum. Von 1976 bis 1987 wirkte Franciscis als ordentlicher Professor für Griechische und Römische Archäologie und Kunstgeschichte an der Universität Neapel, ein breites Spektrum archäologischer und altertumswissenschaftlicher Gebiete abdeckend.

## Mitgliedschaften und Ehrungen
- Ordentliches Mitglied des Deutschen Archäologischen Instituts
- Mitglied der Accademia di Lettere, Archeologia e Belle Arti di Napoli
- Mitglied des Istituto Italiano di Preistoria e Protostoria
- Mitglied des Istituto italiano di Paleontologia Umana
- Korrespondierendes Mitglied der Pontificia Accademia Romana di Archeologia
- Ordentliches Mitglied der Accademia Pontaniana (classe di storia, archeologia e filologia)
- Korrespondierendes Mitglied des Istituto di Studi Etruschi ed Italici
- Mitglied der Direktion des Centro Internazionale di Studi Numismatici
- Mitglied der Direktion des Centro Internazionale per lo Studio dei Papiri Ercolanesi
- Präsident der internationalen Vereinigung Amici di Pompei
- Präsident der Fondazione Maria Raffaella Matarazzo in Caramello Pro Ercolano
- Offizier des Verdienstordens der Italienischen Republik

## Publikationen (Auswahl)
- Ritratti romani del Museo Nazionale di Napoli. Neapel 1939.
- Il ritratto romano a Pompei. Macchiaroli, Neapel 1951.
- mit Roberto Pane: Mausolei romani in Campania. Edizioni scientifiche italiane, Neapel 1957.
- Fonti per la storia della scultura in Magna Grecia. La Rocca, Reggio Calabria 1959
- Il Museo nazionale di Reggio Calabria. Neapel 1959.
- Il Museo nazionale di Napoli. Di Mauro, Cava de’Tirreni 1963.
- La pittura pompeiana. Sansoni editori, Sadea editore, Florenz 1965.
- Pompei. Istituto geografico De Agostini, Novara 1968.
- Ricerche sulla topografia e i monumenti di Locri Epizefiri. Libreria scientifica, Neapel 1971.
- Stato e società in Locri Epizefiri. L’Arte Tipografica, Neapel 1972.
- Considerazioni sull’architettura greca arcaica. Libreria scientifica, Neapel 1973.
- Ercolano e Stabia. Istituto geografico De Agostini, Novara 1974.
- The National Archaeological Museum of Naples. Interdipress, Neapel 1974.
- Die pompejanischen Wandmalereien in der Villa von Oplontis. Übertragen aus dem Italienischen von Bernard Andreae. A. Bongers, Recklinghausen 1975, ISBN 3-7647-0278-8.
- The Buried Cities: Pompeii & Herculaneum. Orbis Books, London 1978, ISBN 0-85613-092-3.
- Campania. Electa, Mailand 1978.
- Il santuario di Marasà in Locri Epizefiri. Band 1: Il tempio arcaico. Macchiaroli, Neapel 1979.
- (Hrsg.): La regione sotterrata dal Vesuvio. Studi e prospettive, Atti del convegno internazionale 11–15 novembre 1979. Neapel 1982.
- La villa romana del Naniglio di Gioiosa Ionica: relazione preliminare delle campagne di scavo 1981–86. Bibliopolis, Neapel 1988, ISBN 88-7088-202-0.
- mit Marcello Gigante, Mario Capasso, Benito Iezzi: Amedeo Maiuri nel centenario della nascita. Mit einem Vorwort von Giovanni Pugliese Carratelli. Memorie dell’Istituto italiano per gli studi filosofici. Bibliopolis, Neapel 1990, ISBN 88-7088-192-X.